# Cephalozia boschiana
Cephalozia boschiana là một loài rêu trong họ Cephaloziaceae. Loài này được Sande Lac. Spruce mô tả khoa học đầu tiên năm 1882.